# Acton Scott
Acton Scott est une paroisse civile et un village du Shropshire, en Angleterre.